# María Rodriguez
María Rodriguez (1080 - 1105) fou comtessa consort de Barcelona (1098-1105) pel seu matrimoni amb Ramon Berenguer III. Era filla de Rodrigo Díaz de Vivar, anomenat El Cid Campeador, i de Ximena d'Oviedo.

## Núpcies i descendents
Es creia que va casar en primeres núpcies el 1098 amb l'infant Pere d'Aragó, fill del rei Pere I d'Aragó i Agnès d'Aquitània, però aquesta teoria està superada pels estudiosos medievalistes
El 1104 es casà amb el comte de Barcelona, Ramon Berenguer III, rebent en dot l'espasa Tisó, l'antiga espasa dels primers comtes d'Urgell que Berenguer Ramon II va perdre a la batalla de Tébar. D'aquest matrimoni en nasqueren dues filles:
- la infanta Maria de Barcelona, casada amb Bernat III de Besalú
- la infanta Ximena d'Osona (1105-?), comtessa d'Osona, casada el 1107 amb Bernat III de Besalú, i el 1117 amb Roger III de Foix.